# 포드 몬데오
포드 몬데오(Ford Mondeo)는 포드가 만드는 전륜구동 방식의 유럽 전략형 승용차이다. 5세대부터는 원 포드 전략에 따라 퓨전과 통합되어 수출명으로 이용되고 있다.

## 1세대

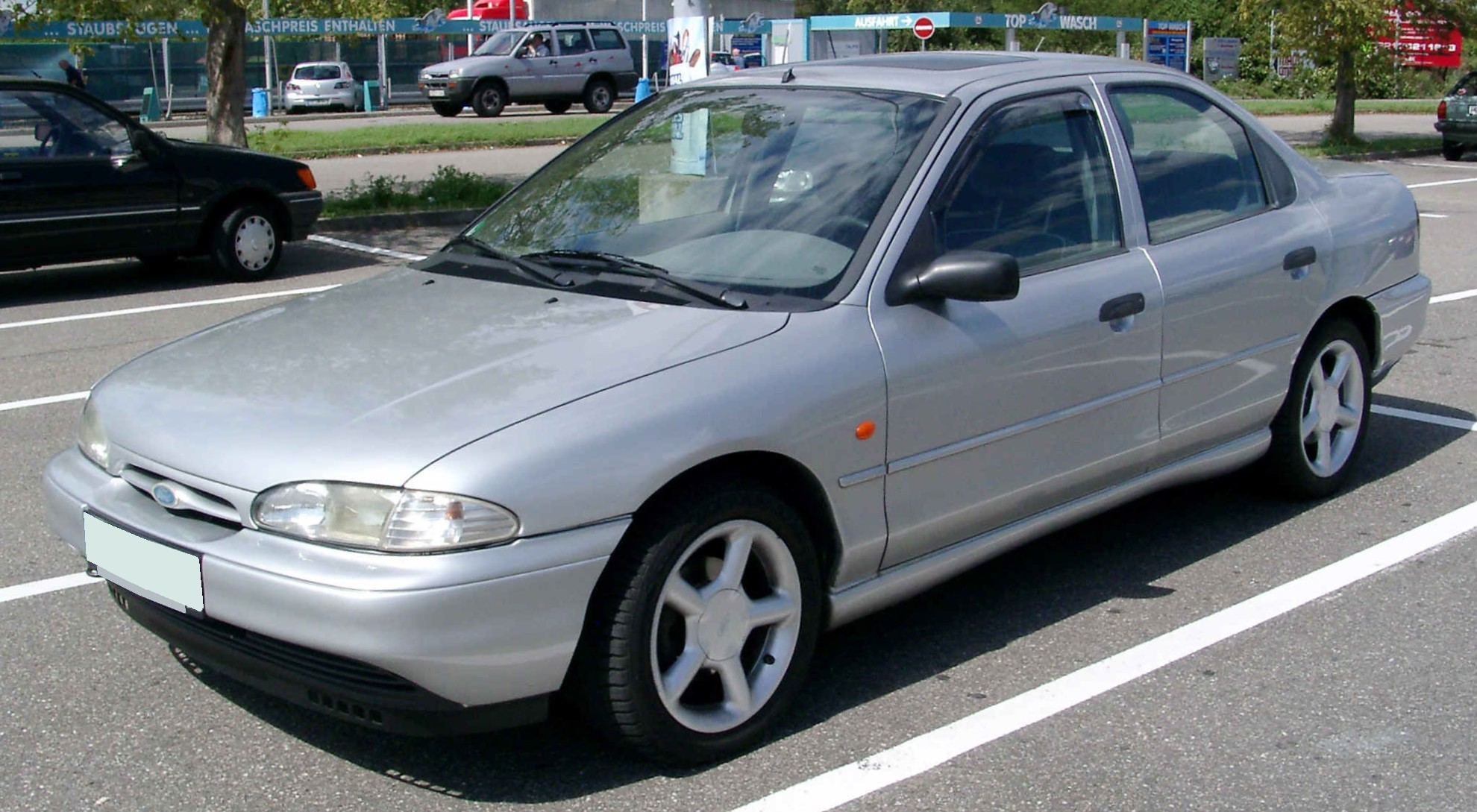
포드 몬데오 정측면

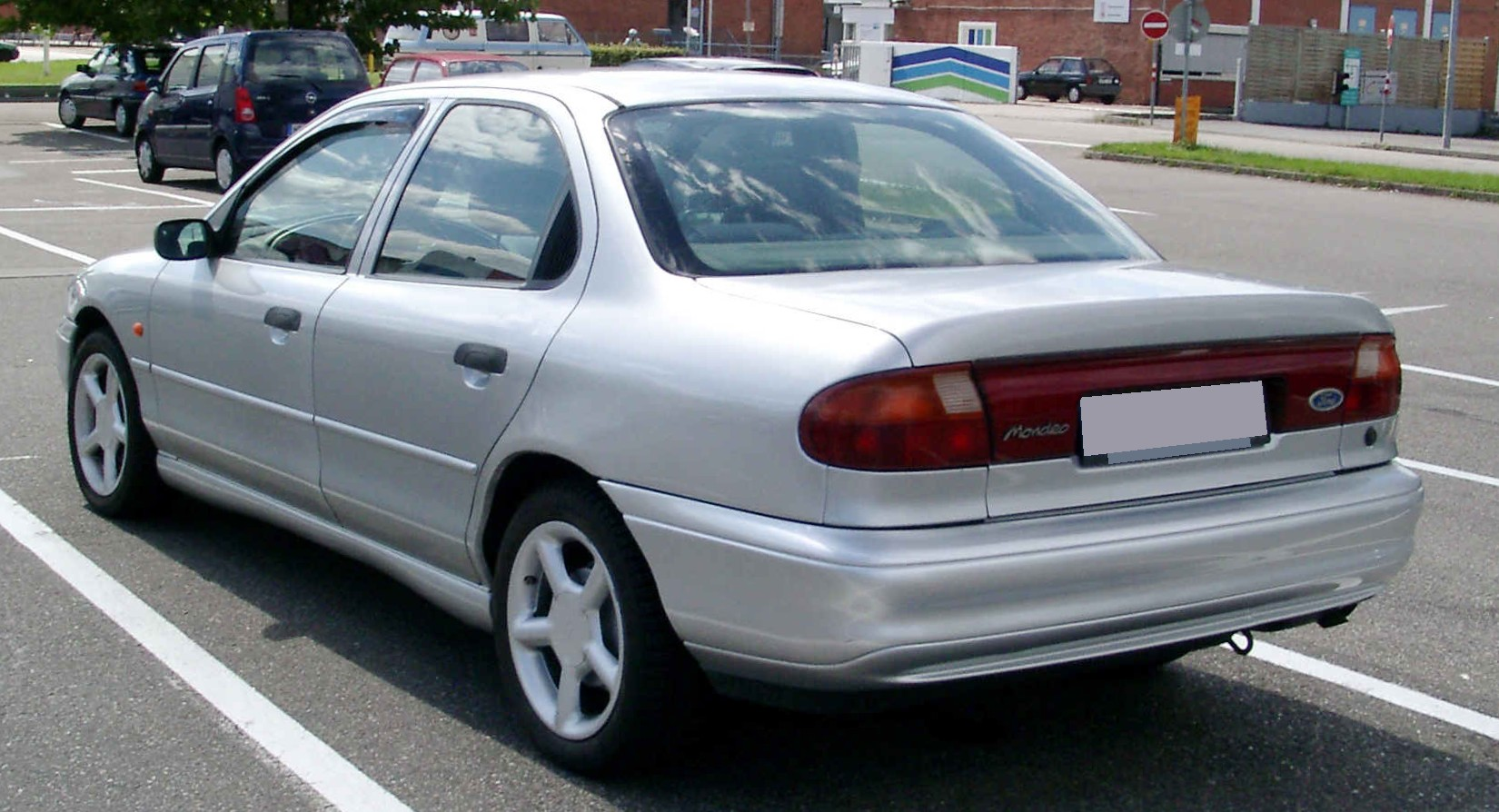
포드 몬데오 후측면

1993년에 유럽에서 시에라의 후속 차종으로 발표되었다. 60억 달러가 투입되어 개발되었고, 출시된 해에 유럽 올해의 차를 수상했다. 영국에서 BTCC(영국 투어링 카 챔피언십)에도 참가했다. 북아메리카 전략 차종인 콘투어는 1세대 몬데오를 기반으로 했다. 1세대부터 4세대까지 벨기에 현지 공장에서 생산됐다.

## 2세대

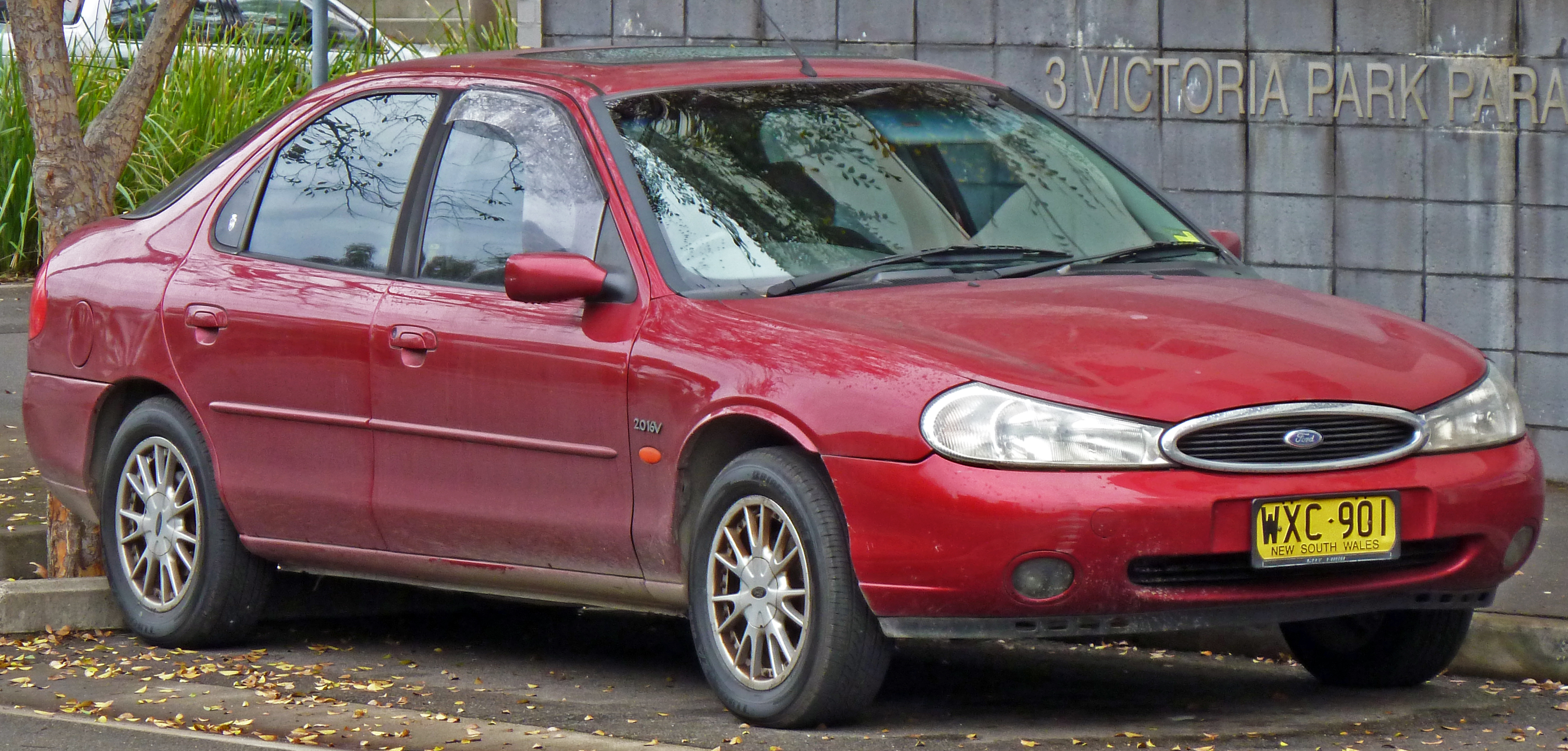
포드 몬데오 정측면

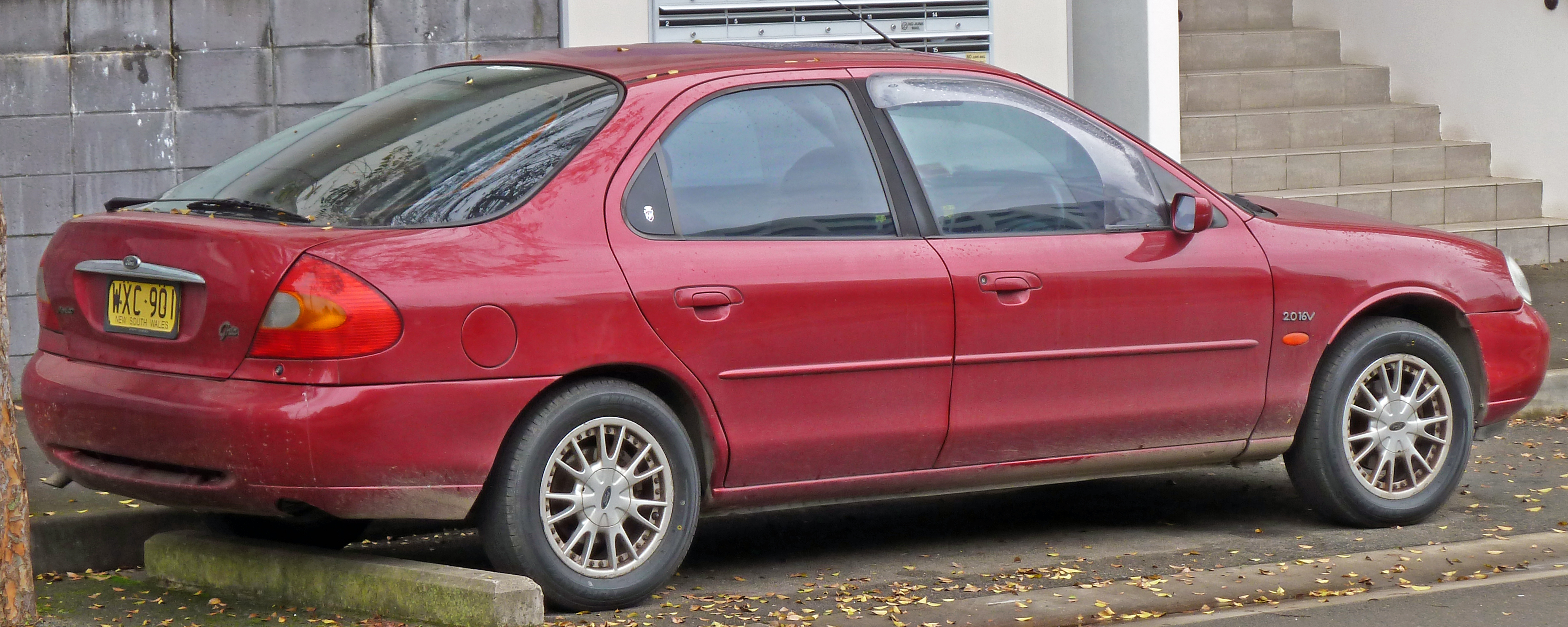
포드 몬데오 후측면

당시 포드가 추진한 타원형 디자인 컨셉트를 바탕으로 만들어졌다. 디자인은 큰 폭으로 바뀌었으나, 풀 모델 체인지가 아닌 1세대의 마이너 체인지이다. 엔진을 비롯한 메커니즘은 1세대와 다르지 않다. 1세대와 2세대는 미국에서 컨투어라는 차명으로 판매되었으며, 머큐리 브랜드의 형제차인 미스틱도 출시되었다. 대한민국에서는 포드가 대한민국 법인을 설립하여 1996년부터 수입되었다.

## 3세대

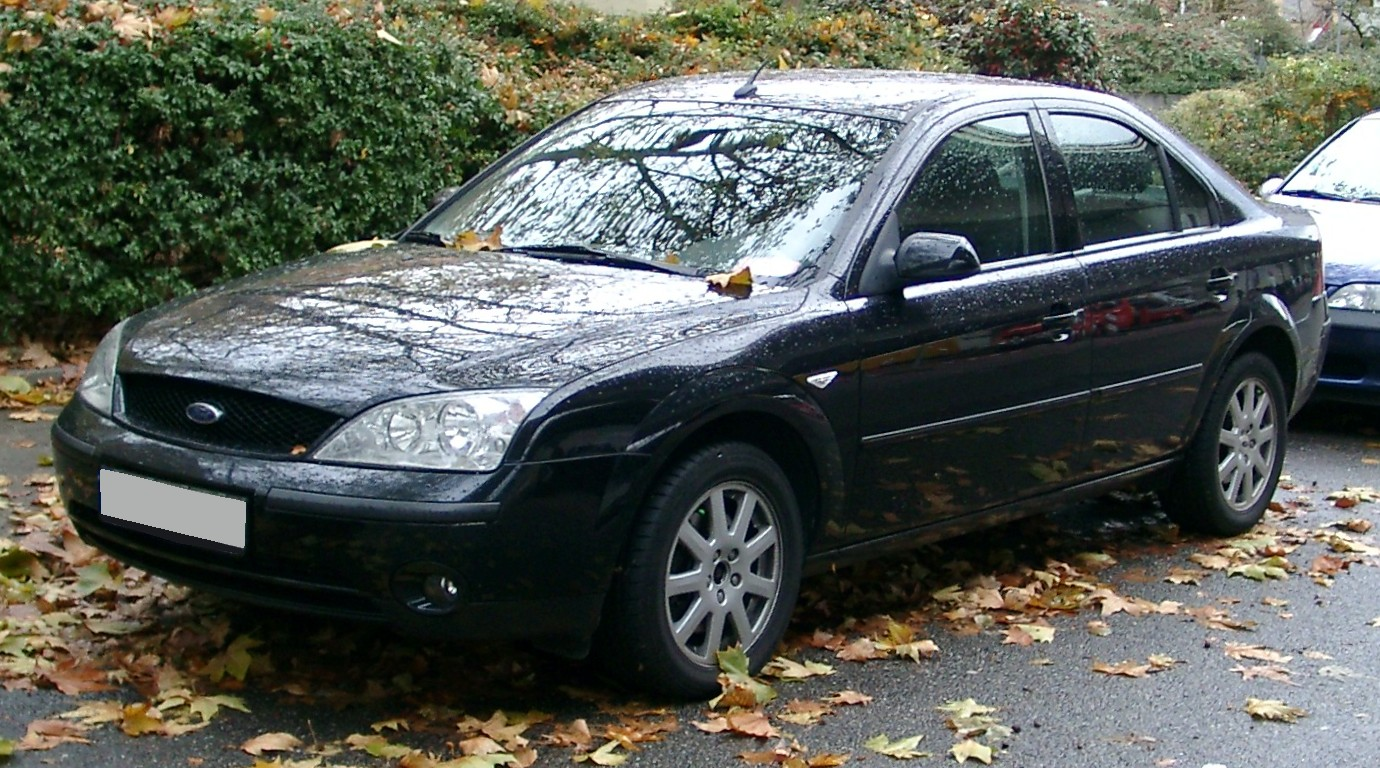
포드 몬데오(전기형) 정측면

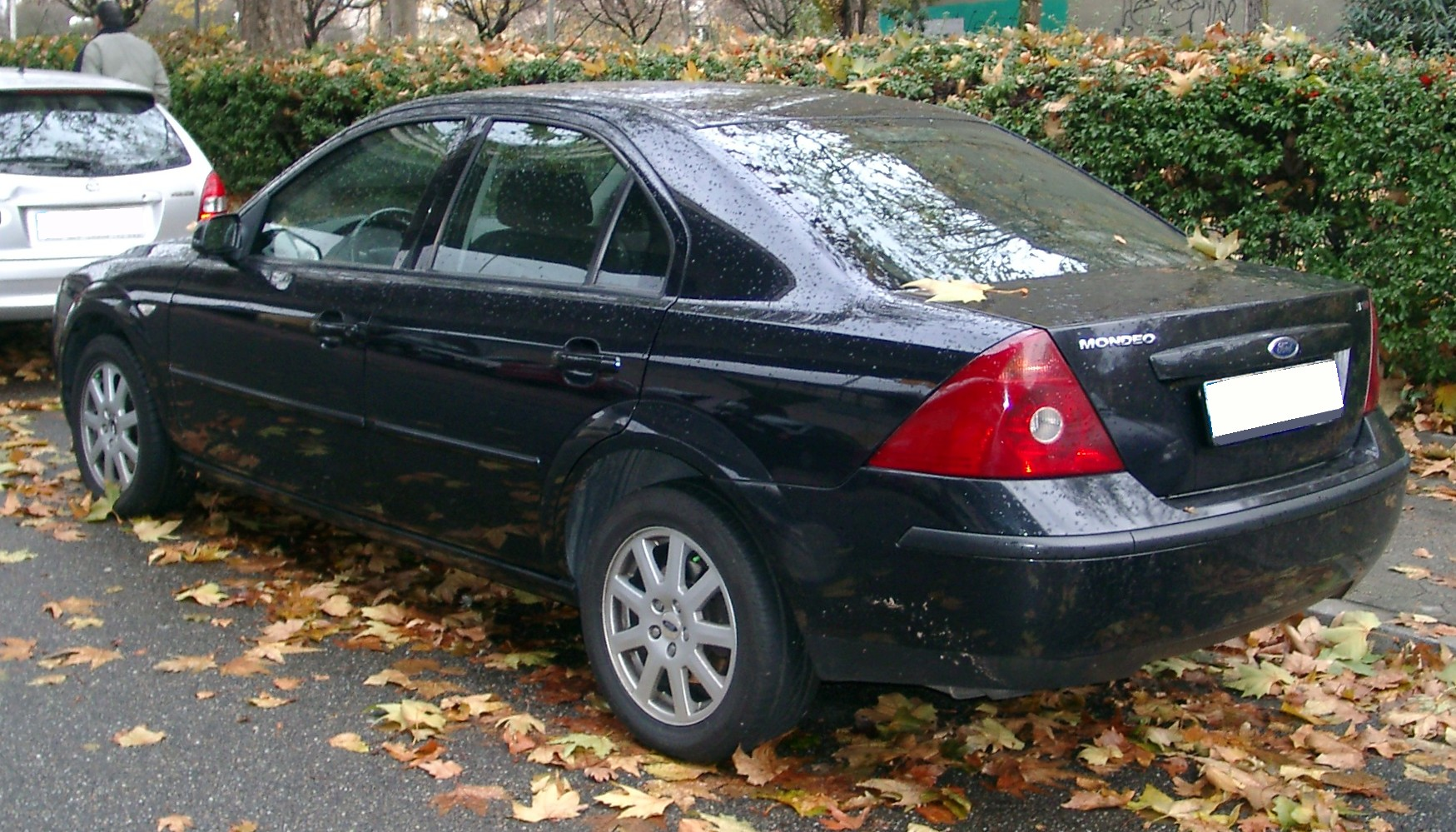
포드 몬데오(전기형) 후측면

2000년에 개최된 파리 모터쇼에서 처음 선보였다. 디자인은 엣지를 살려 직선화되었고, 당시 포드 산하에 있었던 재규어 X-타입과 플랫폼을 공용했으며, 몬데오와 차별화를 두기 위해 X-타입은 AWD를 장착했다. 3세대부터는 중국, 중화민국, 베트남에서도 생산이 시작되었다. 2005년에 소폭의 페이스리프트를 거쳤다.

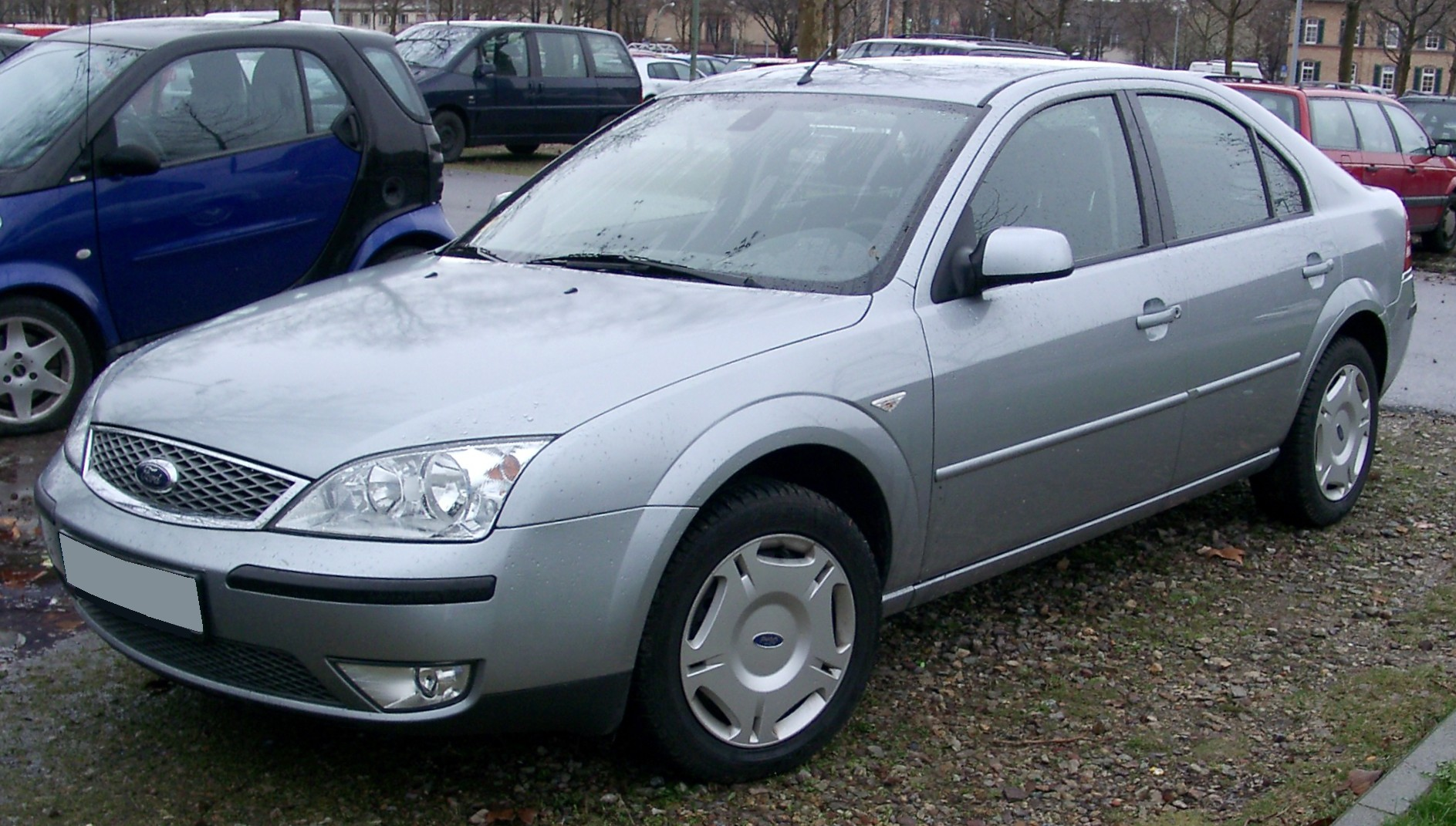
포드 몬데오(후기형) 정측면
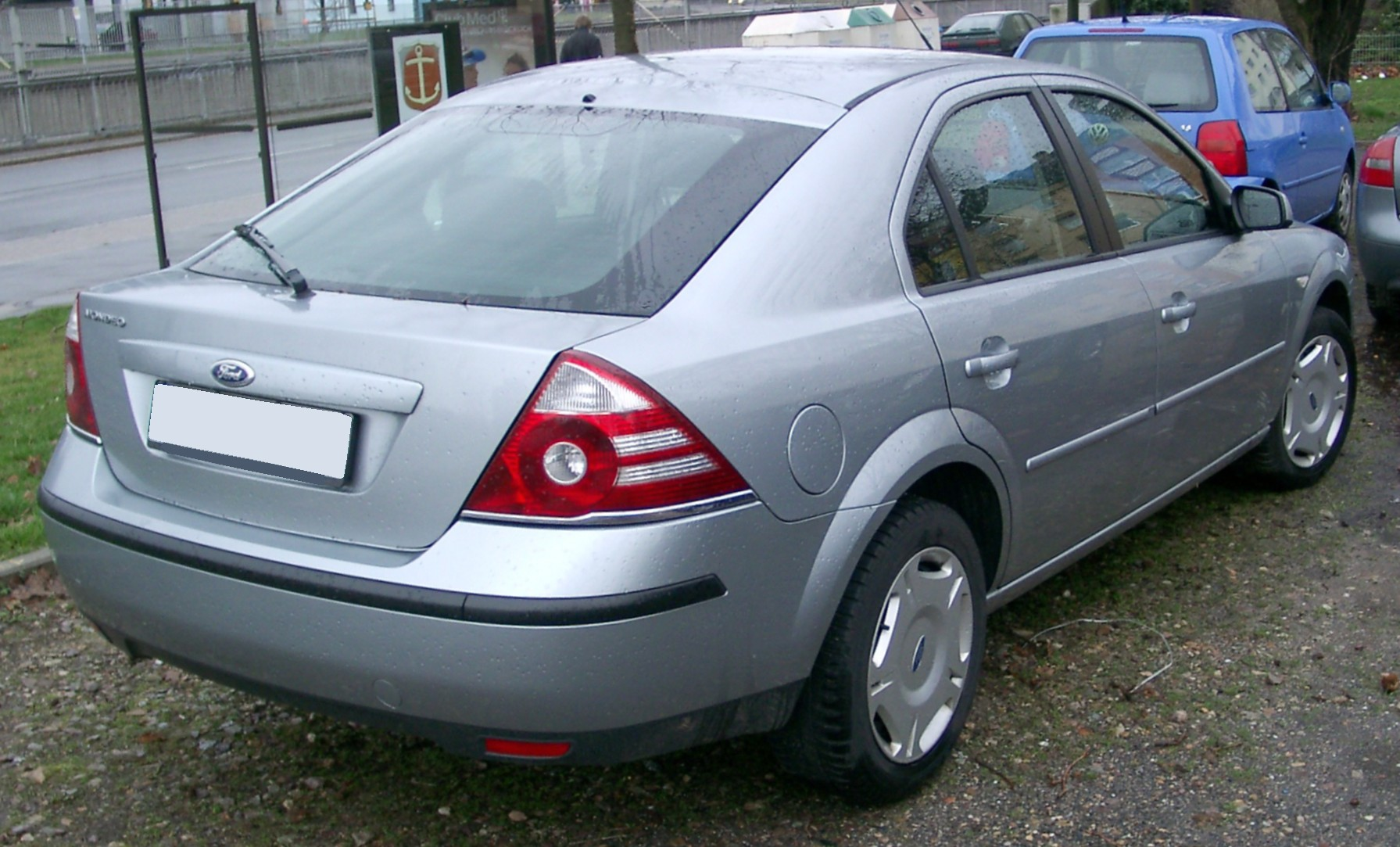
포드 몬데오(후기형) 후측면

## 4세대

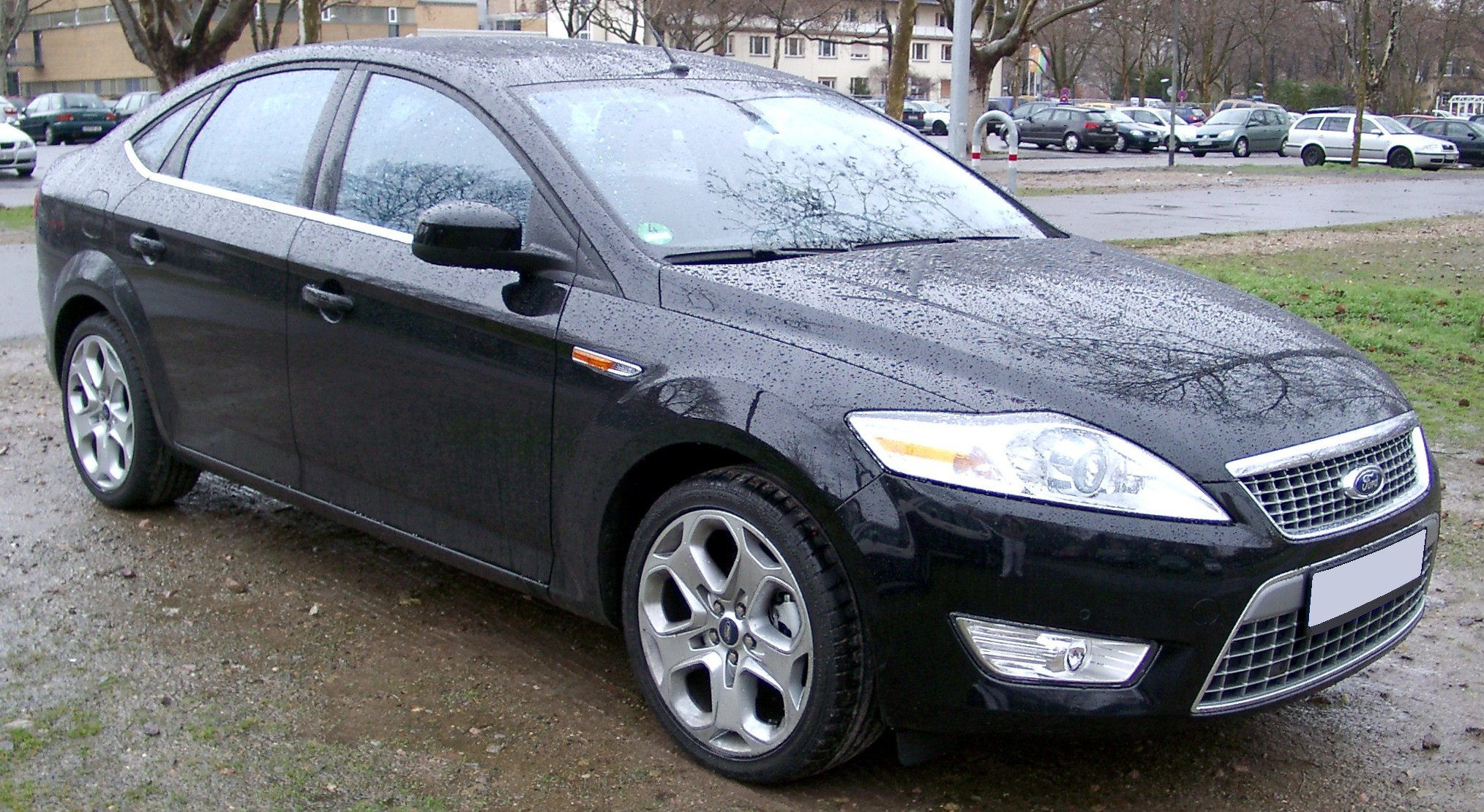
포드 몬데오(전기형) 정측면

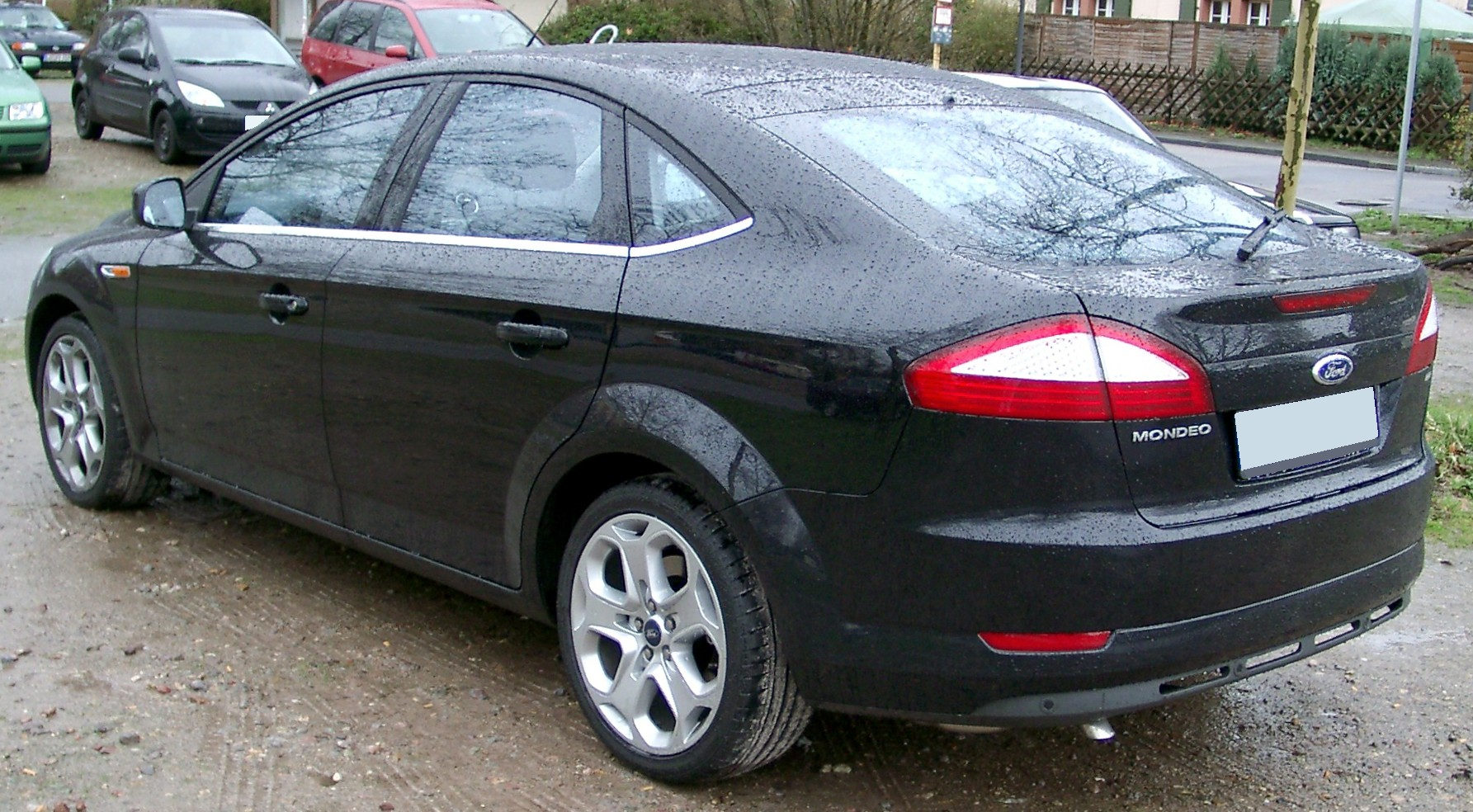
포드 몬데오(전기형) 후측면

2005년에 개최된 프랑크푸르트 모터쇼에서 발표된 컨셉트 카인 이오시스의 디자인을 활용해 2006년에 개최된 파리 모터쇼에서 프로토 타입이 발표되었다. 2007년부터 판매가 시작된 4세대는 포드의 C1 플랫폼을 가반으로, 볼보가 다듬은 EUCD 플랫폼이 쓰였다. 대한민국에는 디젤 엔진이 장착된 트림만 들어왔으나, 환율 문제로 2008년 말에 수입이 중단되었다. 2015년 3월에 2세대 퓨전의 대체 차종으로 5세대 몬데오 디젤 모델을 다시 재수입하여 판매를 하기 시작하였다. 4세대까지 벨기에 겡크의 현지 공장에서 생산했다.

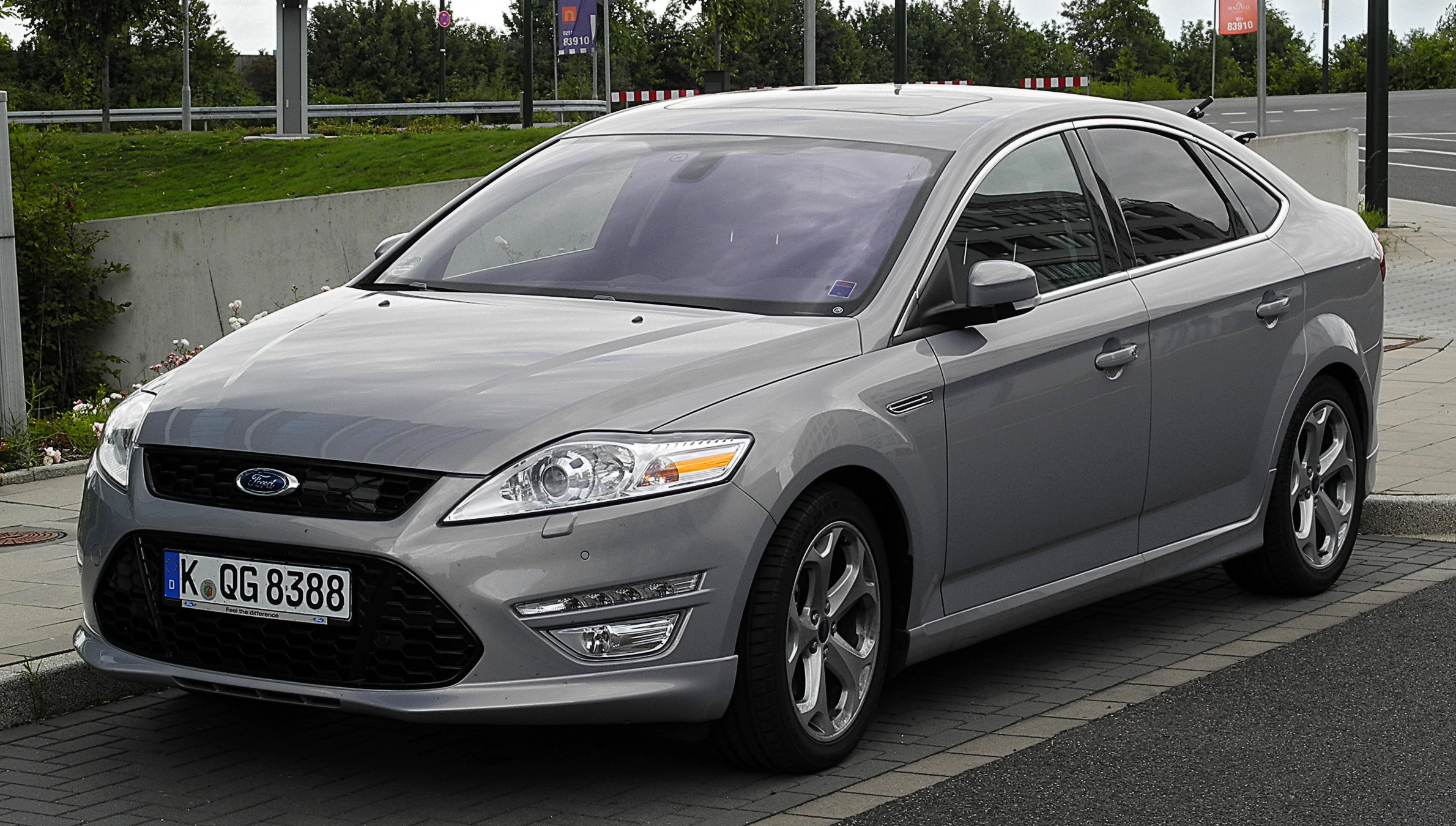
포드 몬데오(후기형) 정측면
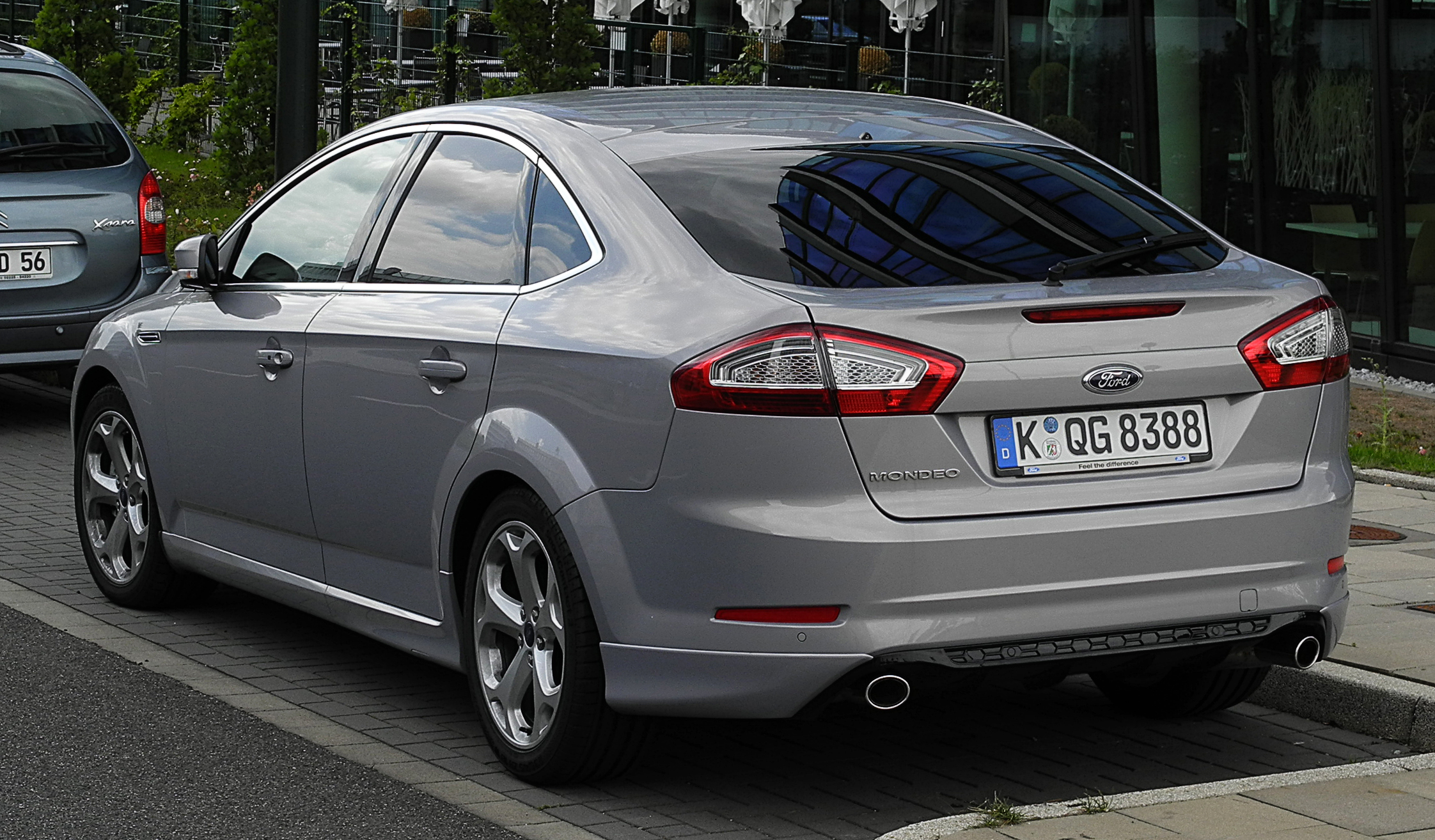
포드 몬데오(후기형) 후측면

## 5세대

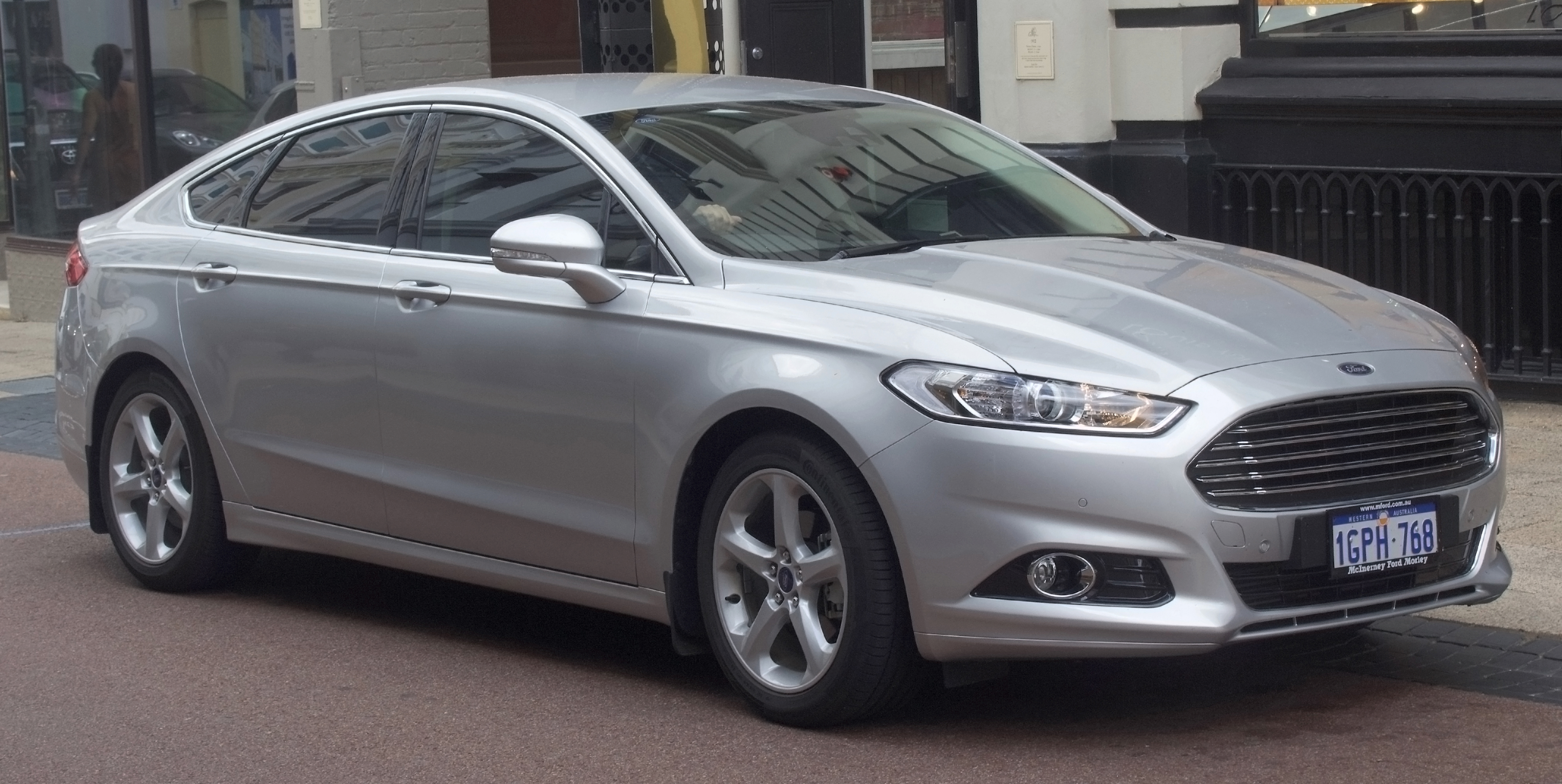
포드 몬데오 정측면

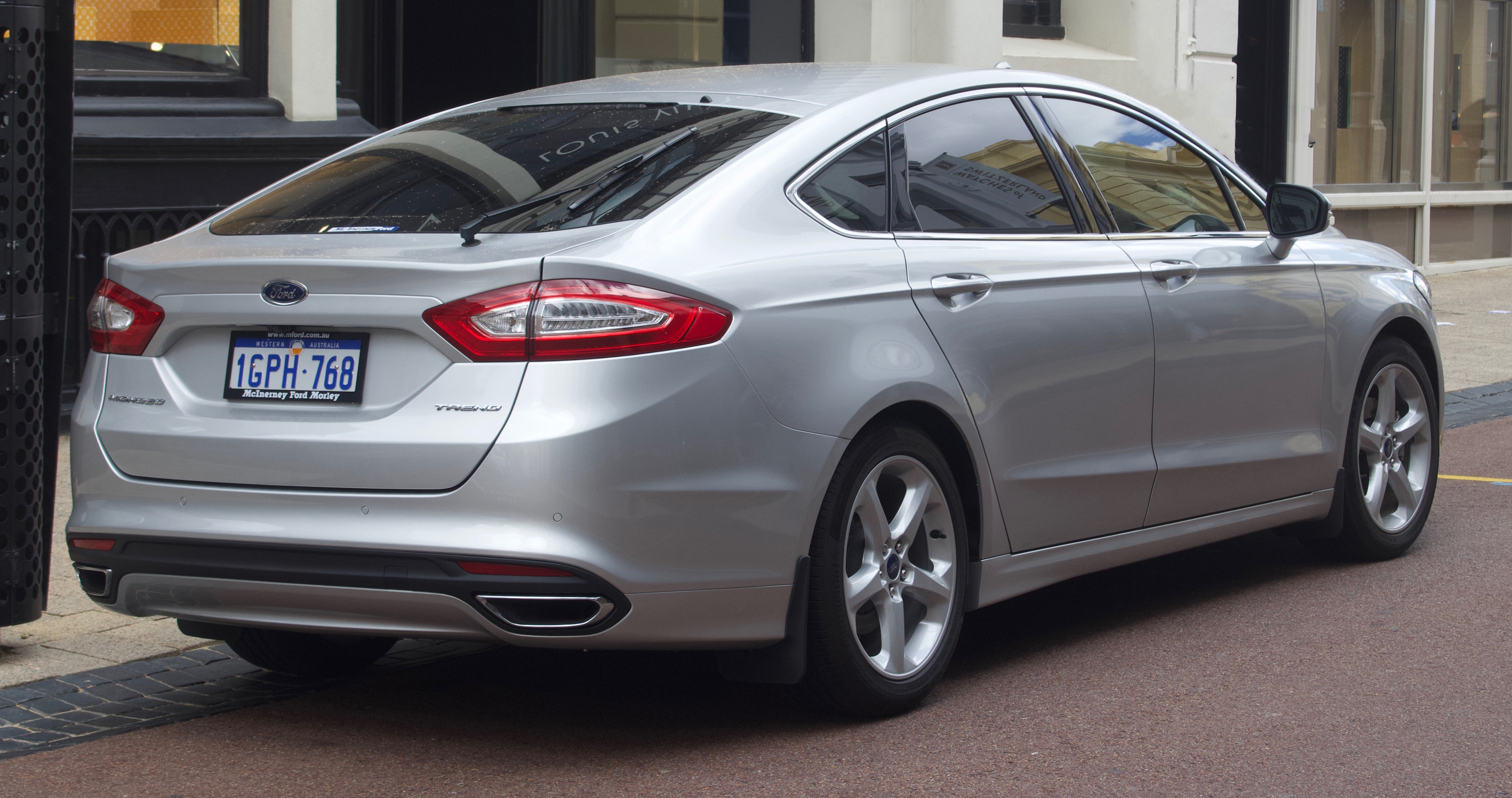
포드 몬데오 후측면

포드의 원 포드 전략에 의해 2세대 퓨전과 동일한 차종으로 개발되었다. 애스턴 마틴을 닮은 공격적인 디자인이 돋보인다. 평행 주차를 돕는 자동 주차 시스템, 사각 지대에 물체가 있음을 알려주는 블라인드 스팟 어시스트 등이 적용된다. 포드에서 2013년 말에 벨기에 현지 공장 폐쇄를 선언함에 따라 유럽에서는 스페인 현지 공장으로 생산지를 이전히여 2014년 10월에 판매가 시작되었다. 해치백이 없어지고 오직 세단과 왜건만 남았다. 대한민국에서는 2015년 3월에 포드코리아가 디젤 라인업을 구축하기 위해 포드 퓨전의 판매를 중지하고 다시 판매하기 시작하였다. 2015년 4월에 대한민국에서 수입차 부문 월간 판매 순위 4위를 기록하였다. 2019년에 페이스리프트를 거쳤다. 이후 유럽에서는 SUV의 급부상과 점점 낮아지는 판매량, 포드의 세단 모델 정리 정책으로 인해 2022년에 후속 차종 없이 단종되었다.

## 6세대
2022년에 에보스의 세단형 모델로 공개되었으며, 이전에 판매되었던 7세대 토러스처럼 중국 전용 모델이 되었다. 중동 시장에서는 토러스로 수출된다.

## 경쟁 차량
- 현대자동차 - 쏘나타, i40
- 기아자동차 - K5
- 쉐보레 - 말리부
- 오펠 - 인시그니아
- 르노삼성자동차 - SM6, SM5
- 폭스바겐 - 파사트
- 스코다 - 슈퍼브
- 토요타 자동차 - 캠리, 아벤시스
- 혼다 기연 공업 - 어코드
- 닛산 자동차 - 알티마
- 푸조 - 508
- 크라이슬러 - 200